# Anton Marxmüller
Anton Marxmüller (* 18. Februar 1898 in München; † 25. September 1984 ebenda) war ein deutscher Maler, Zeichner und Grafiker.

## Leben und Werk
Als drittes von zehn Kindern wurde Anton Marxmüller 1898 in München geboren. Schon früh interessierte er sich für Zeichnung und Malerei, später auf dem Gymnasium auch für die großen Künstler und ihre Techniken. 

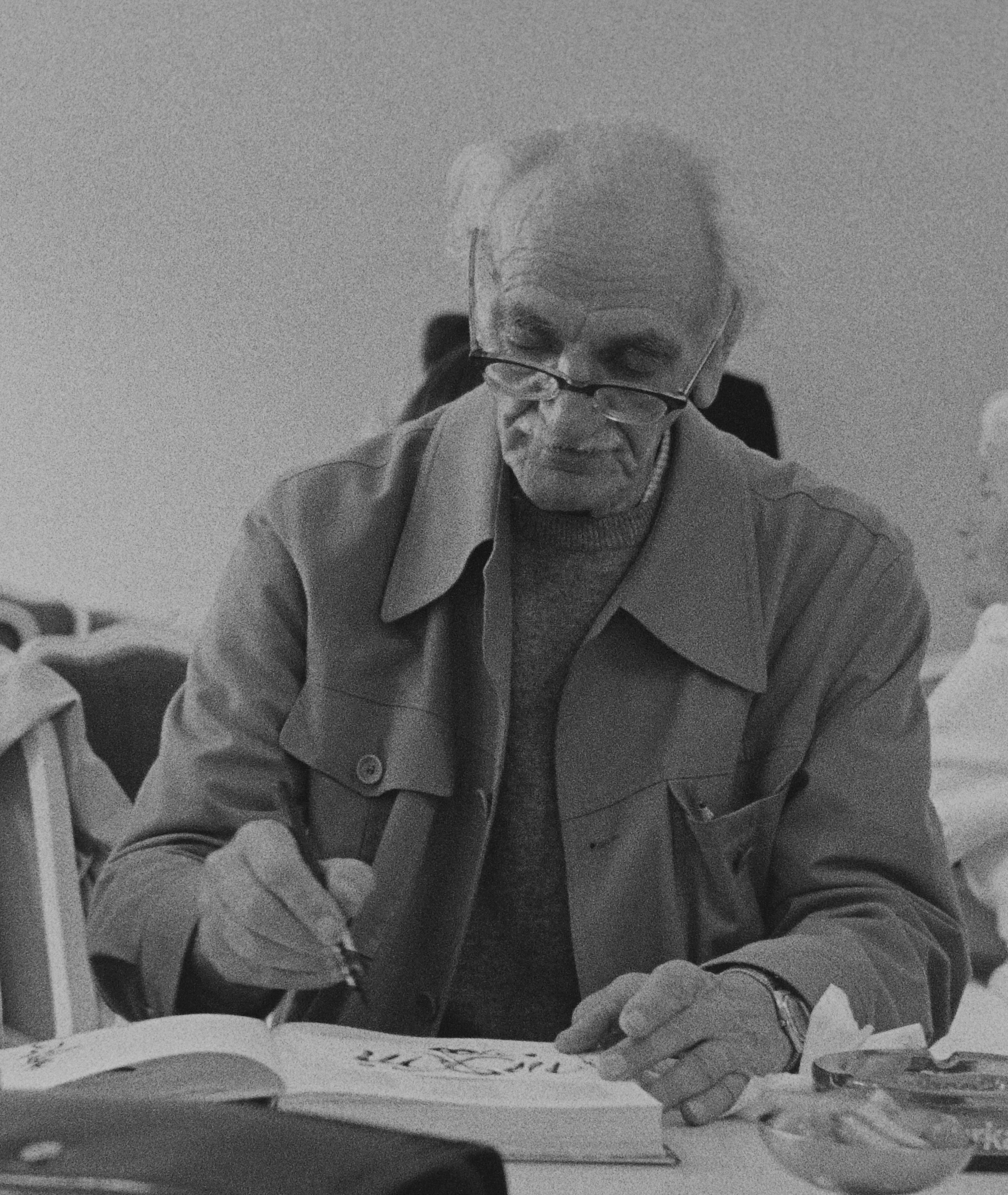
Anton Marxmüller bei der Präsentation eines Buches über Jakob Roider mit Illustrationen von Josef Oberberger in Freising 1980, Foto Hans Bernhard

Von 1918 bis 1922 studierte er an der Akademie der Bildenden Künste München unter anderem bei den Professoren Maximilian Dasio und Max Doerner Kunsterziehung und absolvierte 1923 mit Erfolg das Staatsexamen. In den Verein für Original-Radierung wurde er 1922 aufgenommen und stellte in dessen Räumen seine Radierungen aus. Die Staatliche Graphische Sammlung München sowie die Städtische Galerie München kauften Werke von ihm an. Er arbeitete als freischaffender Künstler in den klassischen Gattungen Landschaft, Stillleben, Porträt und Aktmalerei, fertigte Hinterglasbilder an und bemalte Fliesen. 1930 wurde er vom Bayerischen Landesamt für Denkmalpflege angestellt und nach drei Jahren zum Konservator von Niederbayern und der Oberpfalz ernannt. In dieser Funktion plante und betreute er die Konservierung und farbliche Ausgestaltung von kirchlichen und profanen Bauwerken. 
1931 heiratete er seine Akademiekollegin Irmgard Keller; der gemeinsame Sohn Johann Anton Marxmüller wurde 1933 geboren. Anton Marxmüller erhielt 1940 den Lehrauftrag für die Radierwerkstätte der Akademie für angewandte Kunst München und beteiligte sich 1946 an der Neugründung des Vereins für Original-Radierung. Viele Studienreisen führten ihn nach Österreich, die Niederlande, Frankreich, Spanien, Italien, Elba, Jugoslawien und Griechenland. 1959 wurde er als Leiter der Lehramtsklasse zum Ordentlichen Professor an der Akademie der Bildenden Künste München unter dem Präsidenten Josef Henselmann befördert. Er trat 1966 in den Ruhestand, widmete sich aber weiterhin der Malerei. 1984 starb er in Gauting bei München.

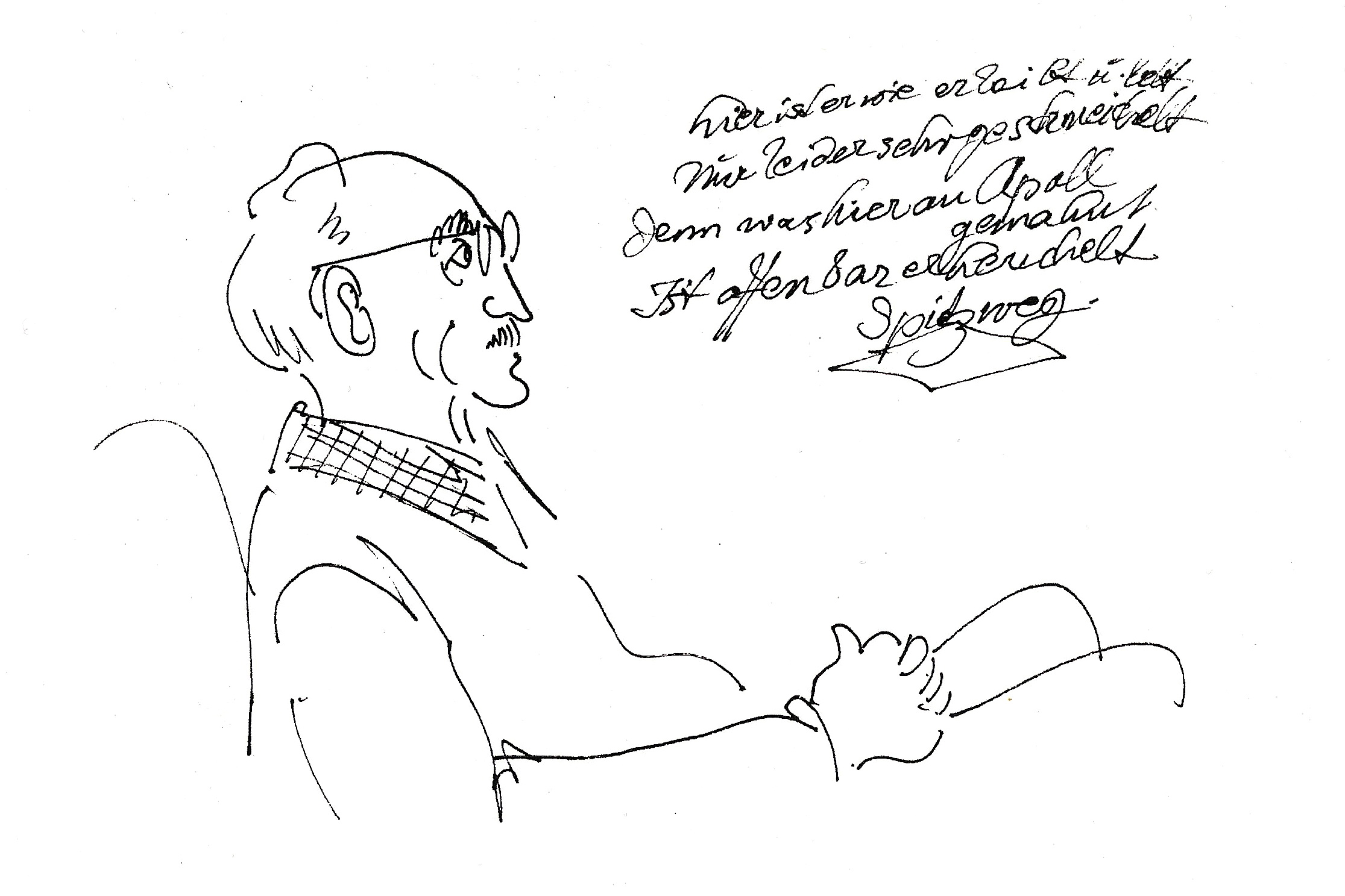
Porträtzeichnung des Malers von Ingeborg Bernhard 1980 mit einer handschriftlichen Anmerkung des Künstlers